# 朱詮鏅
宿迁荣简王朱诠鏅（1479年—1543年），明朝瀋庄王朱幼㙾庶四子，母亲是夫人胡氏。瀋简王朱模曾孙，明太祖玄孙；明朝第一代宿迁王。

## 生平
弘治元年（1488年）九月，明孝宗命给其祿米每年一千石。
弘治三年（1490年）九月，孝宗御奉天殿傳诏遣懷寧侯孫泰、修武伯沈坊、豐潤伯曹愷、廣寧伯劉佶、東寧伯焦俊、武進伯朱潔、崇信伯費淮、建平伯高進、興安伯徐盛、襄成伯李黼、成安伯郭鐄各自特節充正使，尚寶司司丞倪黻、禮科給事中孫儒、兵科給事中王琳、刑科給事中呂獻、工科給事中唐希介、中書舍人儲材、戶部郎中陳瑗、宗鉞、禮部郎中徐說、員外郎林壁、兵部員外郎馮良輔充副使，冊封朱诠鏅为宿迁王。
弘治九年（1496年）十一月，孝宗御奉天殿傳诏遣泰寧侯陳璇、安鄉伯張恂、成安伯郭寧、懷柔伯施瓚、費淮、清平伯吳琮、武平伯陳勛、徐盛、刑部右侍郎屠勛、通政司左通政張璞持節充正使，尚寶司少卿孫琰、鴻臚寺左少卿岳鎮、戶科給事中趙士賢、兵科給事中周序、刑科給事中李濬、中書舍人馬曇、戶部郎中王瓊、兵部員外郎李浩、刑部郎中張銓、工部郎中劉昂充副使，冊封西城兵馬副指揮晉海的長女為宿遷王妃。
弘治十八年（1505年）三月，因朱詮鏅和堂弟辽山王朱詮钺所请，朝廷赐《孝順事實》《四書集註》《為善陰隲》各一部。
正德元年（1506年）六月，因朱诠鏅和弘农王朱寘镧所请，賜《四書集註》各一部。正德三年（1508年）十二月，朱幼㙾為朱诠鏅请求《御製盤龍詩》，明武宗不给。正德四年（1509年）四月，因朱幼㙾所请，武宗賜朱诠鏅《皇明典禮》《列女傳》各一部。
正德十四年（1519年）四月，因为朱诠鏅縱容手下毆殺人，武宗降敕书切责，并治輔導官罪。
嘉靖元年（1522年）十一月，朱诠鏅的兄长瀋恭王朱诠钲奏称朱詮鏅的冊印冕服被火灾烧毁，请求以九叔永年王朱幼塨为例，奏請重新给予。礼部称冊印虽毁，尚有鎔銀，按例需要先封好送上再请求。此事交鎮巡等官勘察回复，朱诠钲照办，明世宗命铸印给朱詮鏅。嘉靖三年（1524年）五月，朱詮鏅奏府第遭火灾，冊印、袞冕、儀仗及長子冠服都烧毁，请求加恩補賜。禮部覆議從之。朱诠鏅想重建府第，工部商议认为他不知慎守以致烧毁，应该令他自行修理，不得再烦扰官府，增加百姓负担，世宗下诏同意。
朱诠钲病重，孙子朱胤榿年幼，朱诠钲担心郡王们为患，預先奏请以朱胤榿主府事，令朱胤榿的母妃郗氏保護、長史承奉等輔導，等其长成。朱诠钲死后，朱詮鏅赶紧請求命朱诠钲的二弟也是朱詮鏅的胞兄灵川荣懿王朱诠鉌的孙子靈川王朱胤栘攝國政。郗氏奏請按朱诠钲遗愿行事。嘉靖六年（1527年）六月，禮部商议认为应该由朱胤榿承重主喪礼、統府事，母妃在宮保護，府事皆聽長史等官检点约束，郡王、將軍及宗人不得奏擾，获准。
后来朱胤榿去世，按伦序应该由朱胤栘袭封瀋王。朱詮鏅及其弟六弟定陶王朱诠鑨、七弟雲和王朱诠𨭖都奏称应该定議由朱胤栘袭封。但朱詮鏅與朱胤栘有隙，又说朱胤栘倫序不明不该袭封，之前的奏章是朱诠鑨等人的意思，自己没有参与，請求暫停冊封朱胤栘，再深入追查自己被冒名上奏的事；朱诠鑨、朱诠𨭖及郗氏则都称朱詮鏅确实参与署名。奏折下禮部，礼部调查是朱詮鏅挾私造言以阻朱胤栘进封，請求先行冊封，令有司勘查其事上报。世宗下诏准许。嘉靖十年（1531年）十月，朱銓鏅又偷偷入京奏朱胤栘不孝，言語冒犯礼部尚書夏言。世宗切責朱銓鏅，姑且令送還，等勘察结果到后治罪，命御史逮問輔導官。夏言因而上疏自白，世宗優旨慰答。
嘉靖二十二年（1543年），朱詮鏅薨。嘉靖二十五年（1546年）十二月，其嫡長子朱勛澤受册袭封。

## 评价
- 《弇山堂别集》卷074：寵祿光大，平易不訾。